# Colombier (Neuchâtel)
Colombier és un antic municipi suís del cantó de Neuchâtel, situat al districte de Boudry. A partir de l'1 de gener de 2013, es fusiona amb Auvernier i Bôle en el municipi nou Milvignes.